# Potingani, Hunedoara

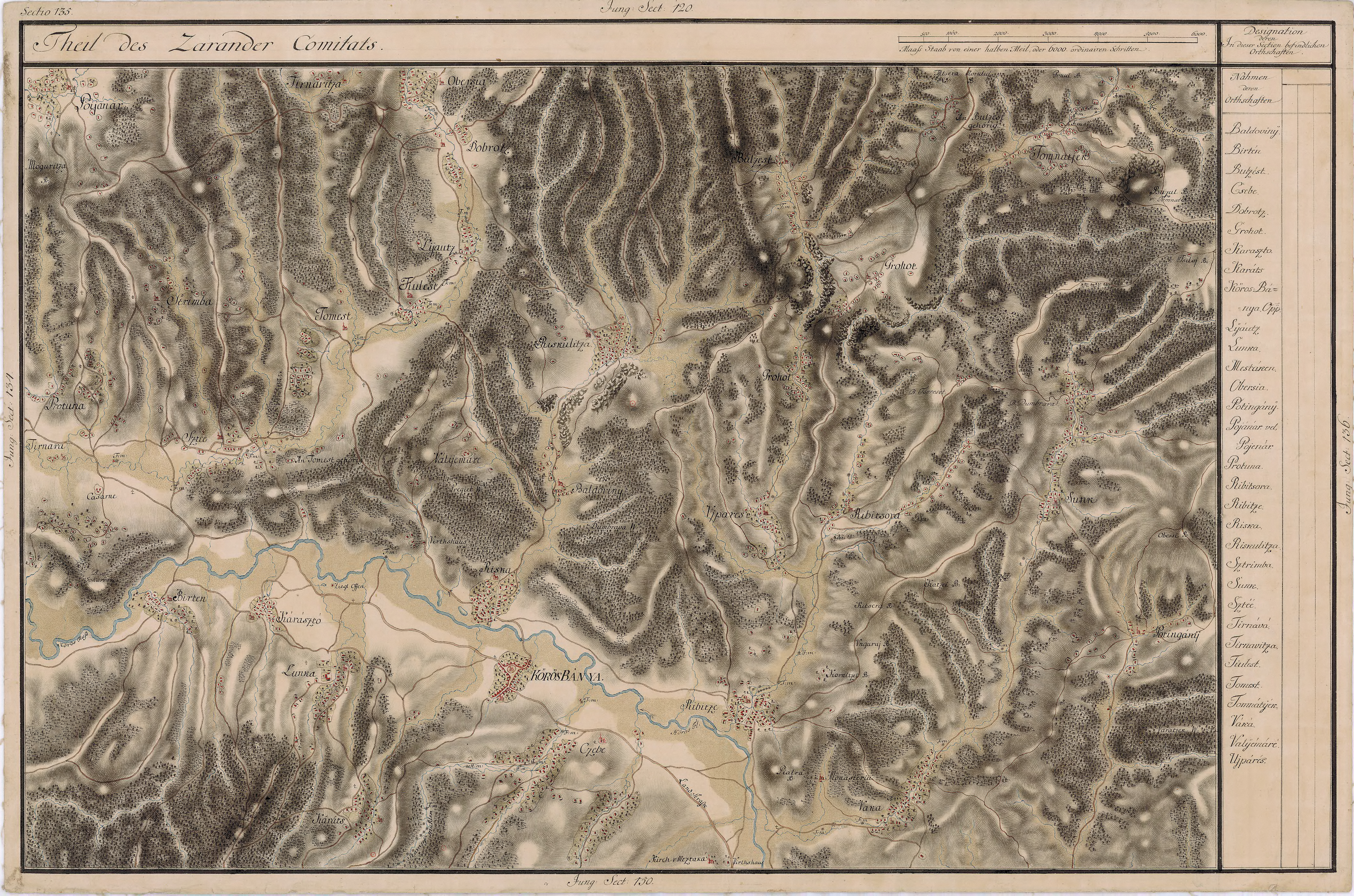
Potingani în Harta Iosefină a Transilvaniei, 1769-73

Potingani este un sat ce aparține municipiului Brad din județul Hunedoara, Transilvania, România.

## Vezi și
- Biserica de lemn din Potingani